# 1-й зенитно-ракетный полк
1-й зени́тно-раке́тный полк (бел. 1-ы зенітна-ракетны полк) — воинское формирование (полк) Военно-воздушных сил и войск противоракетной обороны Вооружённых сил Республики Беларусь.
Место дислокации — Республика Беларусь, Гродненская обл., г. Гродно.

## История
Согласно приказу командующего Белорусского военного округа, в 1949 году в составе 50-й гвардейской стрелковой Сталинской, дважды Краснознамённой, орденов Суворова и Кутузова дивизии 123-го стрелкового корпуса был сформирован 817-й отдельный кадровый зенитный артиллерийский полк с местом дислокации в Гродно.
15 февраля 1969 года полк был переформирован в 115-ю зенитно-ракетную бригаду. Вначале, на её вооружении стояли 85-миллиметровые зенитные орудия, затем — зенитно-ракетные комплексы «С-75 „Двина“», а в конце 1970-х — «С-125 „Нева“».
4 июня 2003 года Президент Республики Беларусь Александр Григорьевич Лукашенко посетил 4-й дивизион бригады и принял решение о перевооружении последней на более современные зенитно-ракетные комплексы «С-300 „Фаворит“». В январе 2006 года офицеры 1-й группы дивизионов, дислоцировавшейся в Гродненском гарнизоне, получили новые зенитно-ракетные комплексы «С-300ПС».
11 августа 2006 года в 185-м центре боевого применения и боевого предназначения воздушно-космических сил (Российская Федерация, Астраханская обл., Харабалинский р-н) личный состав бригады прошёл тактические учения с боевой стрельбой, на которых получил оценку «отлично». В 2007-м, 2008-м и 2010 годах учения повторялись, бригада получала такую же оценку.
Согласно директиве министра обороны Республики Беларусь № 4 от 29 января 2010 года, на базе 1-й группы дивизионов бригады 30 октября был сформирован 1-й зенитно-ракетный полк, дислоцирующийся в Гродно. 17 ноября полку было вручено боевое знамя, а 30 декабря его командный пункт заступил на дежурство.
В 2012 году на полигоне «Телемба» (Российская Федерация, Республика Бурятия, Еравнинский р-н) полк принял участие в тактических учениях с боевой стрельбой по мишеням «Коршун» и «Стриж-2», также выполнив боевое задание на оценку «отлично».
По словам исполняющего обязанности командира полка, подполковника Григория Зудова, летом 2013 года свыше 50 человек из личного состава полка побывали в Забайкалье, где впервые вели стрельбу по скоростным баллистическим мишеням «Пищаль-Б». На этих учениях полк получил оценку «хорошо».